# كيفين أوليمبا
كيفين أوليمبا (10 مارس 1988

 في باريس) (بالفرنسية: Kévin Olimpa)‏ لاعب كرة قدم فرنسي يلعب حاليا لصالح نادي الدرجة الثانية أنغرز الفرنسي معارا طوال موسم 2009/2010 في مركز حارس مرمى.
لعب أوليمبا في أندية بريتيني (حتى 2003) كليرفونتين (2003-2005) بوردو (2005-مستمر).
ساهم أوليمبا في تتويج نادي بوردو ببطولة دوري الدرجة الأولى موسم 2008/2009.
إنجازات
الدوري الفرنسي 	2009 (بوردو)
كأس أبطال الكؤوس الفرنسي 	2008 (بوردو)
كأس فرنسا 	2007, 2009 (بوردو)
أرقام متعلقة ب
موسم
عدد المباريات التي شارك فيها: 	0
المباريات التي بدأها أساسياً:
```
عدد دقائق اللعب: 	0' 
```

```
هدف (أهداف): 	0 
بطاقة صفراء: 	0 
بطاقة حمراء: 	0
```

مشاركات
```
	 	الدوري المحلي	الدوري الأوروبي	يوروبا ليغ
```

موسم	النادي	M. 	الأهداف	M. 	الأهداف	M. 	الأهداف
2011-2012	بوردو	1
2010-2011	بوردو	2
2009-2010	انغرس اس سي أو	20
2008-2009	بوردو	1

## روابط خارجية
- كيفين أوليمبا على موقع رابطة كرة القدم الفرنسية للمحترفين (الإنجليزية)
- كيفين أوليمبا على موقع قاعدة بيانات كرة القدم.إي يو (الإنجليزية)
- كيفين أوليمبا على موقع ليكيب (الفرنسية)
- كيفين أوليمبا على موقع ناشيونال فوتبول تيمز (الإنجليزية)
- كيفين أوليمبا على موقع Soccerbase.com (لاعب) (الإنجليزية)
- كيفين أوليمبا على موقع Soccerway.com (الإنجليزية)
- كيفين أوليمبا على موقع AS.com (الإسبانية)